# Émeutes au Xinjiang en juillet 2009

Localisation du Xinjiang.

Les émeutes au Xinjiang en juillet 2009 ont éclaté dans la soirée du dimanche 5 juillet 2009, à Ouroumtchi, la capitale de la région autonome ouïghoure du Xinjiang, dans le nord-ouest de la Chine, à la suite d'une manifestation initiale rassemblant entre 1 000,, et 3 000 Ouïghours et suivie plus tard d'attaques contre des civils, principalement des Hans. Le bilan des morts s'élève à 197 (au 21 juillet) et celui des blessés à 1 680 (au 12 juillet), selon des sources gouvernementales chinoises,.
Le Congrès mondial des Ouïghours, une organisation d'exilés ouïghours basée à Munich, rapporte que selon des Ouïghours sur les lieux, 600 à 800 personnes auraient trouvé la mort dans les violences interethniques, chiffre non repris par les journalistes occidentaux sur place.
Les autorités chinoises considèrent que ces émeutes relèvent d'« une action criminelle violente, préméditée » qui était « pensée et dirigée depuis l'étranger, et commise par des hors la loi au sein du pays ». Ainsi les autorités chinoises accusent Rebiya Kadeer, dirigeante des Ouïghours en exil aux États-Unis, d’être l’instigatrice de ces violences et de les avoir orchestrées.
Le sinologue Jean-Luc Domenach indique qu'il s'agit de tensions entre l'ethnie Han et la minorité Ouïghour liées notamment à la sinisation de la région[réf. nécessaire]. Diverses sources précisent que le catalyseur des émeutes est le mécontentement suscité par la façon dont le gouvernement chinois a traité le meurtre des deux travailleurs ouïghours dans une usine du Guangdong,.

## Le Xinjiang: histoire, populations et religions
Vaste territoire de l'Asie centrale, le Xinjiang passe du statut de province du Xinjiang hérité de la République de Chine (1912-1949) au statut de région autonome ouïghoure de la république populaire de Chine depuis le 1er octobre 1955.
En 1759 la dynastie Qing établit son pouvoir sur la région à la fin de la Guerre Dzoungar-Qing qui devient alors la province du Xinjiang. Les Mandchous seront confrontés entre 1815 et 1862 à plusieurs révoltes menées par les Khojas. Après le soulèvement de la population musulmane chinoise en 1862, les Mandchous perdent le contrôle du territoire en 1864. Entre 1864 et 1877, Yaqub Beg crée l’Émirat de Kachgar. En 1884, les Mandchous reconquièrent la région et l’intègrent de nouveau à l'empire comme province du Gansu-Xinjiang, comprenant également l'actuelle province du Gansu.
Par la suite, la région a connu deux périodes d'indépendance de facto de certaines de ses subdivision. D'une part pendant quelques mois entre 1933 et 1934 avec la République islamique du Turkestan oriental (autour de la ville de Kachgar)(dans le bassin de Tarim, entre Alisu au nord et Khotan au sud) et d'autre part entre 1944 et 1948 avec la République soviétique du Turkestan orienta (dans trois districts du nord).
Elle est peuplée de 21 millions d'habitants, dont 60 % sont des minorités ethniques. Il y a en tout 47 groupes ethniques (c.-à-d. communautés) : Ouïghours, Hans, Kazaks, Huis, Mongols (dans lesquels sont comptés les Touvains), Kirghizes, Ybes, Tadjiks, Ouzbeks, Mandchous, Daurs, Tatares et Russes. La région comporte cinq préfectures autonomes pour quatre groupes ethniques (Kazaks, Huis, Kirghizes et Mongols) et six comtés autonomes.
Les principales religions sont l'islam, le bouddhisme (le han et le tibétain), le protestantisme, le catholicisme et le taoïsme. Le chamanisme exerce encore une grande influence dans certains groupes ethniques.
La capitale régionale, Ürümqi (ou Ouroumtchi), comptait 1 569 769 habitants en 2007.

## Le 5 juillet

### Causes immédiates supposées
L'origine des émeutes aurait été, selon certaines sources, le décès de deux ouvriers ouïghours d'une usine de jouets lors de rixes avec des collègues hans à Shaoguan, dans la province côtière du Guangdong, le 25 juin 2009,,,,. Cette usine employant 18 000 ouvriers aurait recruté 800 ouvriers d'origine ouïghoure deux mois avant, suscitant des tensions au sein de l'usine. Une rumeur, lancée par un ancien collègue mécontent, prétendant que plusieurs Ouïghours avaient violé une femme han de cette usine,, conduisit à une expédition punitive de plusieurs centaines d'ouvriers dans les dortoirs des Ouïghours.
D'après des dirigeants exilés, le nombre de morts dans l'incident de Guangdong est beaucoup plus élevé que celui indiqué. Bien que Xinhua ait rapporté que l'auteur des rumeurs avait été arrêté, des Ouïghours ont déclaré que les autorités n'avaient pas protégé les travailleurs ouïghours ou arrêté un seul des Hans impliqués. Pourtant, les violences avaient été arrêtées par l'intervention de 400 policiers dépêchés sur place. La police n’est cependant intervenue que 3 heures plus tard, et des vidéos, dont une montrant le lynchage d’un ouvrier ouïghour, furent transmises via l'Internet, avec des commentaires dénonçant une enquête policière bâclée.

### Déroulement des événements

#### La manifestation du soir du 5 juillet
Le New York Times cite un témoin oculaire déclarant que les émeutes ont démarré peu après 18h le dimanche 5 juillet. Les manifestants sont descendus dans la rue, brûlant et saccageant des véhicules tout en affrontant les forces de sécurité, après une manifestation sur place dénonçant la gestion par le gouvernement de l'affaire de Shaoguan dans le Guangdong.
Selon le Congrès mondial des Ouïghours en exil, les manifestations auraient débuté sous la forme d'un rassemblement pacifique de milliers de personnes criant pour demander la fin de la discrimination et une explication. Pour Alim Seytoff, secrétaire général de l'association américaine ouïghoure, la police aurait tiré aveuglément.
Selon le récit de la propriétaire d'un bar, appartenant à l'ethnie han, la confrontation a impliqué environ 3 000 Ouïghours, dont certains étaient armés de bâtons et couteaux. Ilham Mahmut, chef de l'association japonaise des Ouïghours, déclare que quelque 1 000 policiers auraient utilisé des bâtons électriques et tiré des coups de feu en l'air pour tenter de mettre fin à l'émeute, et 300 manifestants ont été arrêtés.
L'agence Xinhua affirme alors que plus de 800 personnes ont été blessées et que de nombreux véhicules ont été incendiés. Les forces de police ont tenté de mettre fin aux émeutes en utilisant du gaz lacrymogène, des jets d'eau à haute pression et en mettant en place d'importants barrages routiers,,.
La BBC rapporte le témoignage de Peter, un enseignant anglais vivant à Urumqi avec son épouse. Celui-ci déclare avoir vu la police bloquer l'avancée des manifestants « non pas de façon menaçante mais simplement pour leur signifier qu'ils ne devaient pas aller plus loin ». Les manifestants s'arrêtèrent à une trentaine de mètres puis au bout de quelques minutes certains d'entre eux se mirent à lancer des pierres. Voyant que les jets de pierre ne s'arrêtaient pas, les forces de l'ordre chargèrent.

#### Les violences de la nuit du 5 au 6 juillet
Pour le correspondant du Telegraph, les forces de l'ordre ont été apparemment prises au dépourvu après avoir dispersé la manifestation initiale qui avait eu lieu aux alentours de la place du peuple et de la porte sud entre 18 h et 20 h. Elles n'ont pas prévu les très graves violences qui allaient se dérouler dans les rues avoisinantes après 22 h 30.
Selon la journaliste du Times Jane Macartney, les émeutes de cette journée ont consisté principalement en bandes de Ouïghours en maraude poignardant des Hans. Pour Malcolm Moore, correspondant en Chine du Daily Telegraph, « il semble que la majorité des victimes aient été des Hans, brutalement assassinés par des bandes de Ouïghours rôdant dans les ruelles d'Urumqi ». Jane Macartney rapporte également que certaines victimes hans ont été décapitées et que même des gens âgés n'ont pas été épargnés. Dans la soirée, selon l'agence Xinhua (Chine nouvelle), les spectateurs d'une salle de spectacle, craignant de se trouver confrontés à l'émeute, restèrent confinés à l'intérieur jusqu'au matin. Plusieurs personnes poursuivies par des émeutiers, s'y réfugièrent également. De même, la Faculté islamique du Xinjianq à Urumqi, le seul institut religieux d'études supérieures da la région autonome, accueillit quinze personnes (six Hans, quatre Ouighours, quatre Kazakhs et un Tadjik) poursuivies par des émeutiers.
Dans la nuit, les forces de l'ordre (ainsi qu'on l'apprendra 2 semaines plus tard) abattirent 12 émeutiers qui n'avaient pas répondu aux tirs de sommation
Xinhua fait état, le 6 juillet, de 156 morts et 1 080 blessés et précise que l'hôpital du peuple, principale structure médicale d'Urumqi, a admis 291 personnes dont 17 sont ensuite décédées. Parmi les victimes, 233 étaient des Hans, 39 des Ouïghours tandis que les autres appartenaient à d'autres minorités ethniques. Des sources externes au pays font également état de « centaines » de personnes blessées. Dans la nuit du 6 au 7 juillet, les autorités annoncent un total de 1 434 arrestations.

#### Couvre-feu et coupure des communications
La police a imposé un couvre-feu et rétabli l'ordre dans la matinée du 6 juillet.
China Mobile a suspendu son service dans la région pour aider à sauvegarder la paix et éviter que l'incident se propage plus avant tandis que China Unicom déclare qu'il n'y a pas d'interruption de son service au Xinjiang. Les connexions Internet de la région ont été bloquées,, et des censeurs sur des sites locaux ainsi que Google ont « harmonisé » beaucoup de messages interdits ; cependant, des images et vidéos des émeutes furent rapidement affichées sur Twitter, YouTube et Flickr.

## Après le 5 juillet

### Réactions du gouvernement chinois
Le 6 juillet, Nur Bekri, le président de la région autonome du Xinjiang, et appartenant à l'ethnie Ouïghour, a fait le point sur la situation et ses origines (dans le Guangdong quelques semaines plus tôt), affirmant que les gouvernements tant du Guangdong que du Xinjiang avaient réagi à la mort des ouvriers comme il convenait. Reprenant la ligne officielle, il a condamné les émeutes, qualifiant celles-ci de « préméditées et programmées ». Selon Nur Bekri, plus de 200 personnes se sont rassemblées sur la place du peuple et 70 d'entre elles ont été arrêtées immédiatement. Puis une foule s'est rassemblée dans le quartier des minorités ethniques dans les parages de la rue Jiefangnan, d'Erdaoqiao et de l'allée de Shanxi ; mille personnes se sont rassemblées devant l'hôpital dans l'allée de Shanxi ; enfin 300 personnes ont bloqué la chaussée dans la rue de Renmin et les parages de Nanmen. Ces rassemblements ont été dispersés rapidement par la police. Ces informations ont été reprises par Jirla Isamuddin, le maire d'Urumqi, lors d'une conférence de presse le même jour, précisant que les émeutes avaient été organisées depuis l'Internet.
Les médias chinois ont couvert les évènements à partir des vidéos et des dépêches de l'agence Xinhua et des antennes locales de la télévision d'état; le règlement de la crise a été laissé à l'initiative des responsables locaux. Quelques heures après la reprise en main de la situation par les forces de l'ordre, l'État a invité des journalistes étrangers à se joindre à une tournée officielle sur les lieux des émeutes et dans les hôpitaux.
Le président Hu Jintao a annulé sa participation au sommet du G8 en Italie pour rentrer en Chine, et convoquer une réunion d'urgence du Bureau politique du PCC. Il a été décidé de dépêcher à Urumqi Zhou Yongkang, le ministre chinois de la Sécurité de l'État et membre du Comité permanent, pour veiller au rétablissement de la sécurité.

### Ouverture aux journalistes étrangers
Dès le 6 juillet, les agences de presse étrangères reçoivent l'autorisation d'envoyer des journalistes à Urumqi. Les premiers arrivent dans l'après-midi et trouvent, pour les accueillir, un centre de presse doté de techniciens et de 50 connexions internet. Selon l'envoyé de la chaîne ABC News, les reporters sont libres de faire des interviews. Pour Ted Plesker, correspondant de l'hebdomadaire britannique The Economist et installé en Chine depuis 1989, le gouvernement chinois a adopté une attitude bien plus ouverte envers les médias que lors des émeutes du 14 mars 2008 à Lhassa.

### Manifestations de Hans, de Ouïghours
Le 7 juillet, selon The Telegraph, des groupes de Hans armés de bâtons et d'objets contondants descendent dans la rue et crient vengeance. Après leur avoir intimé l'ordre, par mégaphone, de « se calmer » et de « laisser la police faire son travail », les forces de l'ordre dispersent les manifestants à l'aide de grenades lacrymogènes.
Le même jour, rapporte Radio France Internationale, quelques centaines de Ouïghours réclamant la libération de leurs proches interpellés dans les jours précédents, sont allés au-devant d'un groupe de journalistes étrangers en voyage de presse dans un quartier industriel de la capitale.

### Fermeture des mosquées
Le 10 juillet, des Huis et des Ouïghours demandent au gouvernement que les mosquées soient ouvertes pour la prière du vendredi. Les autorités acceptent que deux mosquées soient ouvertes mais une manifestation se forme devant l'une d'elles, provoquant l'intervention des forces de l'ordre.

### Départ de migrants hans
Alors que les autorités avaient annoncé le 8 juillet que la situation était désormais maîtrisée, les gares ferroviaire et routières d'Urumqi étaient prises d'assaut le 10 juillet par des milliers de personnes, dont de nombreux travailleurs migrants hans cherchant à quitter la région. Les billets de départ se revendent au marché noir cinq fois le prix initial. Un responsable de la gare signale que les départs ont doublé depuis les émeutes mais ajoute que cette période est traditionnellement une période d'affluence, avec le retour chez eux des étudiants en vacances.

### Retour progressif à la normale
Selon l'agence Xinhua, le 10 juillet a vu un retour à la normale à Urumqi. Marchands de kébabs, boutiques, banques et bureaux de poste ont rouvert. Les lignes d'autobus fonctionnent de nouveau, un garde de sécurité est à bord de chaque véhicule. Des patrouilles surveillent stations d'essence et parkings. Le directeur du Bureau des affaires civiles d'Urumqi annonce que les familles endeuillées recevront une somme de 10 000 yuans pour les frais de funérailles et une compensation de 200 000 yuans par victime (cette somme sera doublée le 21 juillet).
Le 12 juillet, le nombre de blessés annoncé passe à 1 680. Cinq conducteurs d'autobus ont été tués et 57 blessés, annoncent les responsables de transports publics de la ville.
Les responsables des chemins de fer déclarent que la situation à la gare est normale. 21 000 voyageurs y ont transité dans la journée, 4000 de moins que le samedi 11 juillet. Un responsable dément la « vague de départs » et la revente de billets au marché noir annoncées par certains journalistes occidentaux.
Le lundi 13 juillet à Urumqi, après des tirs de sommation, la police a fait feu sur « des personnes soupçonnées de violer la loi », trois individus armés de couteaux et de gourdins qui en attaquaient un quatrième. Selon les autorités, deux sont décédés, un troisième a été blessé, la victime est à l'hôpital. Celle-ci serait le gardien d'une mosquée qui s'était opposé à des émeutiers.
Selon l'Agence France-Presse les forces de l'ordre ont repoussé quelque 200 manifestants. Les autorités locales, interrogées par le journaliste de l'AFP, « ont affirmé tout ignorer de ces nouveaux incidents ».
Le lundi 27 juillet, lors d'un discours devant le Parlement régional, Nur Bekri le numéro 2 des autorités du Xinjiang a indiqué : « Nous continuerons d'écraser résolument les manœuvres agressives de l'ennemi et empêcherons les crimes violents d'une main de fer ». Nur Bekri a précisé que les arrestations des manifestants du 5 juillet perdurent, 1 400 manifestants ont été arrêtés après les émeutes.
Le 30 juillet le bureau de la sécurité publique d'Urumqi a donné une liste de 15 suspects recherchés pour leur rôle présumé dans les émeutes. Par ailleurs 253 arrestations supplémentaires s'ajoutent aux 1 434 personnes arrêtées auparavant.

### L'affaire Ilham Tohti
Le 8 juillet l’économiste ouïgour Ilham Tohti, professeur à l’Université centrale des minorités de Pékin et animateur d'un blogue, a disparu de son domicile de Pékin. Le 6 juillet, le président de la région autonome du Xinjiang, Nur Bekri (en), avait accusé le site tenu par Tohti d'« avoir contribué à orchestrer les provocations et à répandre de la propagande ». 
L’écrivain chinois Wang Lixiong et sa femme, l’écrivaine sino-tibétaine Woeser ont lancé une pétition afin de demander la libération de l'universitaire. La pétition souligne qu’Ilham Tohti revendique des relations amicales entre nationalités. Son blogue a été conçu comme un espace d'échange, Ilham Tohti ne saurait être tenu pour responsable des propos tenus par des participants au forum du blogue. Le 14 juillet, 250 personnes avaient signé cette pétition.
Le 5 août 2009, Hou Hanmin, porte-parole du gouvernement régional, a démenti toute arrestation. Il indique qu’Ilham Tohti est « parti en vacances ». Le journal Mandarin news a essayé sans succès d'entrer en contact avec le blogueur.
Concernant cette affaire l'organisation non gouvernementale internationale Reporters sans frontières indique le 7 août 2009 que « les dirigeants du Xinjiang ont déclaré à la télévision nationale que les sites Uyghur Online et Diyarim.com étaient deux canaux à travers lesquels les manifestations étaient organisées. Plus d’une cinquantaine de forums Internet et de plateformes de discussions ont été fermés, dont Uyghur Online, ainsi que de nombreux réseaux sociaux (Facebook, Twitter, YouTube, MSN messenger). Pour Reporters sans frontières, cette censure partielle d’Internet traduit la volonté des autorités d’empêcher les mobilisations de ouïghours et la publication d’informations alternatives à la propagande du gouvernement ».
Le 25 août 2009, Ilham Tohti a été libéré.

## Les suites des émeutes

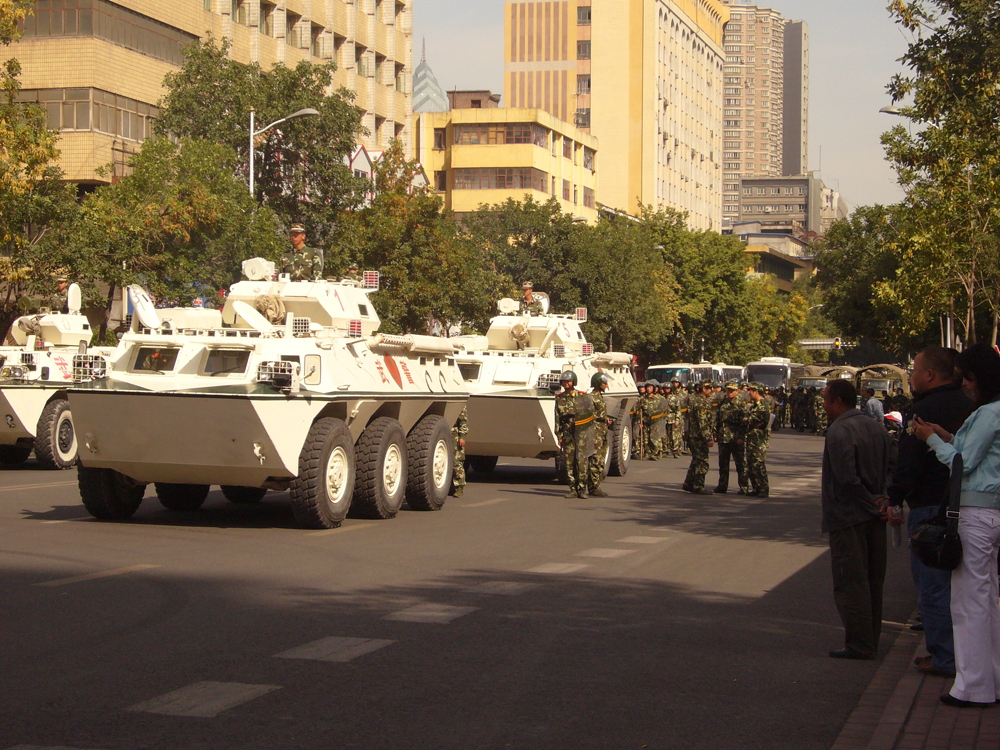
Les troupes de la Police armée du peuple ont été déployées pour maintenir l'ordre à Urumqi au début du mois de septembre 2009, après des manifestations et les protestations civiles importantes contre les assauts de seringue dans des sites majeurs dans la ville

En août 2009, l'agence officielle Chine nouvelle a annoncé l'arrestation de 319 personnes accusées d'être impliquées dans les émeutes du juillet 2009. Le nombre total des personnes emprisonnées n'est pas connu, mais il était évoqué précédemment 1 500 personnes arrêtées dont aucune n'a été inculpée ou libérée.
En octobre 2009, six émeutiers ouïghours ont été condamnés à mort .
En novembre 2009, une vingtaine d'Ouïgours ont fui la Chine et demandé l'asile politique au Cambodge. Ces Ouïgours ont demandé l'asile via le Haut Commissariat des Nations unies aux réfugiés à Phnom Penh.

### Extradition de 20 réfugiés ouïghours par le Cambodge
La République populaire de Chine a fait pression sur le Cambodge, et obtint l’extradition de 20 réfugiés ouïghours le 19 décembre 2009 en dépit de protestations du HCR, de la Grande-Bretagne, des États-Unis, de l'Allemagne, de l'Australie et du représentant de l'Union européenne,. Fin janvier 2010, on est sans nouvelles de ces personnes.

### Condamnations à mort
La justice chinoise a condamné 26 personnes à mort à la suite des émeutes du Xinjiang, 9 ont déjà été exécutées au 27 janvier 2010 avec l'annonce de 4 exécutions,.

### Mesures de préventions
En 2010, les autorités chinoises ont, en outre, nommé un général ouïgour spécialisé dans la lutte contre la dissidence comme n° 2 du département de sécurité militaire de l'armée populaire de libération et installé un réseau de 40 000 caméras de surveillance pour éviter de nouveaux troubles.

## Controverse sur la responsabilité des émeutes

### Les accusations chinoises contre le Congrès ouïghour mondial
Démentant de fait l'existence d'un lien direct entre les émeutes d'Urumqi et la rixe du Guangdong, des responsables du gouvernement central ont déclaré que les émeutes étaient « une action criminelle violente, préméditée » qui était « pensée et dirigée depuis l'étranger, et commise par des hors la loi au sein du pays », c'est-à-dire des forces externes partisanes de l'indépendance ouïghoure sous la direction de Rebiya Kadeer agissant depuis l'étranger. Le Congrès ouïghour mondial a incité, via l'Internet, ses partisans à « être plus courageux » et « à faire un coup d'éclat ».
Le 7 juillet, les autorités chinoises font état de preuves indiquant que l'Internet et d'autres moyens de télécommunication ont été employés par le Congrès ouighour mondial et ses partisans de l'intérieur.
Le 9 juillet, des accusations plus précises et détaillées sont apportées. Le 1er juillet, le Congrès tient une réunion spéciale où il est décidé d'utiliser la messagerie électronique et la téléphonie tant fixe que mobile pour susciter des troubles. Le 4 juillet des appels à participer à une manifestation place du peuple à Urumqi sont mis en ligne depuis l'intérieur de la région autonome. A 11h du matin le 5 juillet, Rebya Kadeer appelle son frère cadet à Urumqui et lui dit : « Un tas de choses se sont produites, et nous savons que quelque chose pourrait bien se produire à Urumqi demain soir ». Le 6 juillet, elle tient une réunion d'urgence avec des dirigeants du Congrès pour organiser de nouvelles manifestations au Xinjiang et à l'étranger et pour demander l'intervention de gouvernements étrangers et d'organisations non-gouvernementales. Le lendemain, le lundi matin, le consulat de Chine à Munich est attaqué, l'après-midi c'est le tour de l'ambassade de Chine aux Pays-Bas.
Le 29 juillet, l'Agence Chine Nouvelle a accusé un haut responsable du Congrès mondial ouïghour en Allemagne d'avoir incité à l'émeute en mettant en ligne, le 3 juillet, sur le site QQ, la vidéo de la lapidation d'une jeune fille à Mossoul en Iraq le 7 avril 2007, en faisant passer la scène pour la « lapidation mortelle d'une jeune Ouïghoure » par des Hans et en appelant à la vengeance contre ces derniers.

### Les accusations de Rebiya Kadeer envers les autorités chinoises

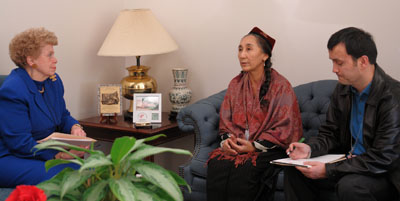
Rebiya Kadeer en 2006 au centre de la photo avec Alim Seytoff le secrétaire général du Uyghur Human Rights Project et Ellen Sauerbrey.

Rebiya Kadeer, qui fut députée du parlement du Xinjiang et représentante de la Chine à la quatrième Conférence mondiale sur les femmes à Pékin en 1995, met en cause la politique chinoise dans la région: « Le gouvernement chinois nous a déjà octroyé une sorte d'autonomie mais il nous traite comme des animaux » alors que « nous voulons une vraie liberté et l'autodétermination ». Selon Rebiya Kadeer, les Ouïghours « souffrent exactement comme les gens au Tibet : nous sommes opprimés dans notre propre patrie et traités en citoyens de seconde zone ».
Elle indique « Ce qui a mis les gens en colère, c'est que non seulement le gouvernement chinois, mais n'importe quel Chinois, pouvait désormais frapper et tuer des Ouïghours en toute impunité. La police chinoise n'est pas intervenue pour protéger les Ouïghours et empêcher le lynchage ». « Pour rectifier la situation qui se détériore au Turkestan Oriental », demande-t-elle, « le gouvernement chinois doit d'abord enquêter correctement sur les meurtres de Shaoguan et amener ceux qui sont responsables de la mort d'Ouïghours devant la justice ».
Rebiya Kadeer a démenti les accusations chinoises et nie avoir joué aucun rôle dans les violences. Elle précise que « Le Congrès mondial des Ouïghours appelle à des manifestations pacifiques devant les missions diplomatiques chinoises chaque fois qu'une tragédie a lieu, comme lors du massacre de Gulja en 1997, ou bien cette fois-ci contre le lynchage d'Ouïgours dans le Guangdong ».

## Les contentieux entre les communautés ouïghour et han
Le sinologue Jean-Luc Domenach indique qu'il y a eu déjà de nombreuses révoltes des Ouïghours du fait d'un sentiment identitaire fort. Il rappelle l'existence entre 1944 et 1949 d'une République Ouïghour du Turkestan. « En fait, il y a un esprit de résistance des Ouïgours depuis que les Chinois les Hans colonisent le Xinjiang ». Aujourd'hui les Ouïghours considèrent « que la progression de l'économie chinoise se fait à leurs dépens et facilite une domination croissante des Chinois sur leur population ».[Passage problématique]
Selon Radio France Internationale, la sinisation du Xinjiang au cours de ces dernières années fait que le Xinjiang est aujourd'hui peuplé minoritairement de musulmans turcophones ouïghours. L'ethnie han est devenue majoritaire ainsi dans la capitale Urumqi, les Hans représentent 70 % de la population. Ces communautés vivent dans des quartiers séparés.
Le sinologue Peter Franssen explique la baisse proportionnelle des Ouïghours dans la population totale par le fait que l'exploitation du pétrole et du gaz dans la province et la mise en place du secteur de l'énergie verte requièrent un savoir-faire technique que les Ouïghours ne maîtrisent pas : « La révolution économique a débuté voici trente ans sur la côte est de la Chine. Aujourd'hui, elle gagne les confins les plus éloignés du pays – Urumqi est à 4 000 kilomètres de Pékin – et ses vecteurs sont la formation et l'expérience qu'on acquiert dans l'est ».
Selon Heyrat Niyaz, journaliste ouïgour, depuis 20 ans les relations entre Hans et Ouïgours sont de plus en plus difficiles. Deux raisons président à ces tensions. D'une part la promotion d'une éducation bilingue éloigne de nombreux enseignants dont le niveau de chinois n'est pas suffisant. D'autre part l'envoi de travailleurs ouïgours dans d'autres provinces chinoises : « Presque tous ces travailleurs sont des jeunes filles, les Ouïgours font valoir que 60 % d'entre elles deviennent prostituées, et le reste ne revient jamais. Beaucoup de fonctionnaires ouïgours s'opposent à ces deux politiques ». Le séparatisme n'est pas le problème majeur au regard du développement économique de la région. Dru Gladney, un spécialiste du Xinjiang à l’université de Pomona de Californie confirme cette hypothèse : « Ces événements semblent surtout liés à la situation économique, qui était déjà difficile en période de croissance et n’a fait que s’aggraver avec la crise ».
Le gouvernement chinois rappelle, pour sa part, que depuis la réforme économique, les Ouïghours ont le droit de se déplacer librement dans le pays à la recherche d'un avenir pour eux-mêmes. Des dizaines de milliers d'entre eux travaillent dans les grandes métropoles du pays.

## L'hypothèse du terrorisme islamiste
Depuis les attentats du 11 septembre 2001, les autorités chinoises ont renforcé la répression en la justifiant par la lutte antiterroriste. Avec le soutien américain, la Chine a obtenu que le mouvement ouïghour, le Parti islamique du Turkestan, soit placé sur la liste des organisations  liées à Al-Qaïda.
Pour le sinologue indien B. Raman, si la manifestation dans la soirée du 5 juillet a été organisée par des Ouighours laïques favorables au Congrès ouïghour mondial, il se pourrait qu'elle ait été infiltrée et exploitée par des éléments extérieurs à Urumqi et proches du Parti islamique du Turkestan, pour se répandre dans la ville et s'en prendre aux Hans.
En octobre 2009, le numéro trois d'Al-Qaïda,a appelé à la « guerre sainte » contre le pouvoir chinois et il a exhorté les musulmans du monde entier à prendre conscience de « l'injustice et de l'oppression » que subit le peuple Ouïghours. Il accuse les chinois d'avoir massacré des Ouïghours et de mettre en œuvre une politique sinisante et discriminante afin de « dissoudre leur identité ».

## Bourdes médiatiques

### La photo de l'émeute de Shishou en 2009
Le 7 juillet, alors qu'elle était interrogée par la chaîne Al Jazeera, Rebiya Kadeer a exhibé une photo montrant, selon elle, que « les Chinois avaient déployé sur place des troupes, lesquelles avaient en fait tabassé les manifestants ». Or cette photo s'avère être de l'émeute de Shishou en 2009 Certains internautes chinois se sont emparés de cette erreur le 8 juillet, ayant peine à croire que Kadeer, qui a vécu une vingtaine d'années à Ürümqi, ait pu confondre Shishou et Ürümqi. Le 10 juillet, Alim Seytoff, un des dirigeants de l'Association américaine ouïghoure, devait présenter les excuses de son mouvement pour cette erreur. La photo avait été diffusée le 6 juillet par l'agence de presse Reuters ainsi que par d'autres agences.

### Les légendes erronées
Le 6 juillet, le New York Times publie une photo de ce qu'il présente comme un blessé ouïghour. Or il s'avère que l'individu est en fait un Han. Le rédacteur en chef de la branche chinoise de Reuters, d'où vient la photo, affirme que l'erreur est le fait du journal américain et non de l'agence de presse. Le New York Times a rectifié la légende en supprimant la mention de l'origine ethnique de la victime.
Le 7 juillet, le journal britannique The Evening Standard publie les photos d'une mère et de sa fille, Gao Wenhong et Yang Shuya, qui venaient d'être agressées par des émeutiers, avec comme légendes : « Des femmes ont affronté la police anti-émeute lors de nouvelles manifestations ayant éclaté dans la province chinoise instable du Sinkiang » et « Sang et bravade : deux femmes se réconfortent mutuellement après avoir été attaquées par la police ».  Mise au courant de la manipulation, une des intéressées déclare : « Je dois m'occuper chaque jour pour ne pas penser à ce cauchemar. C'est comme si j'étais blessée une nouvelle fois ».

## Réactions internationales

### Organismes internationaux
Dans un communiqué, l'Organisation de coopération de Shanghai a déclaré qu'elle partageait la peine des familles dont des membres avaient été tués lors de l'émeute. Les États membres de l'organisation considèrent que le Sinjiang fait partie de façon inaliénable de la République populaire de Chine et que la situation dans la région relève uniquement des affaires intérieures de la Chine.  Ils sont d'avis que les mesures prises par le gouvernement chinois conformément aux lois du pays sont à même de rétablir l'ordre public.

### Pays
.

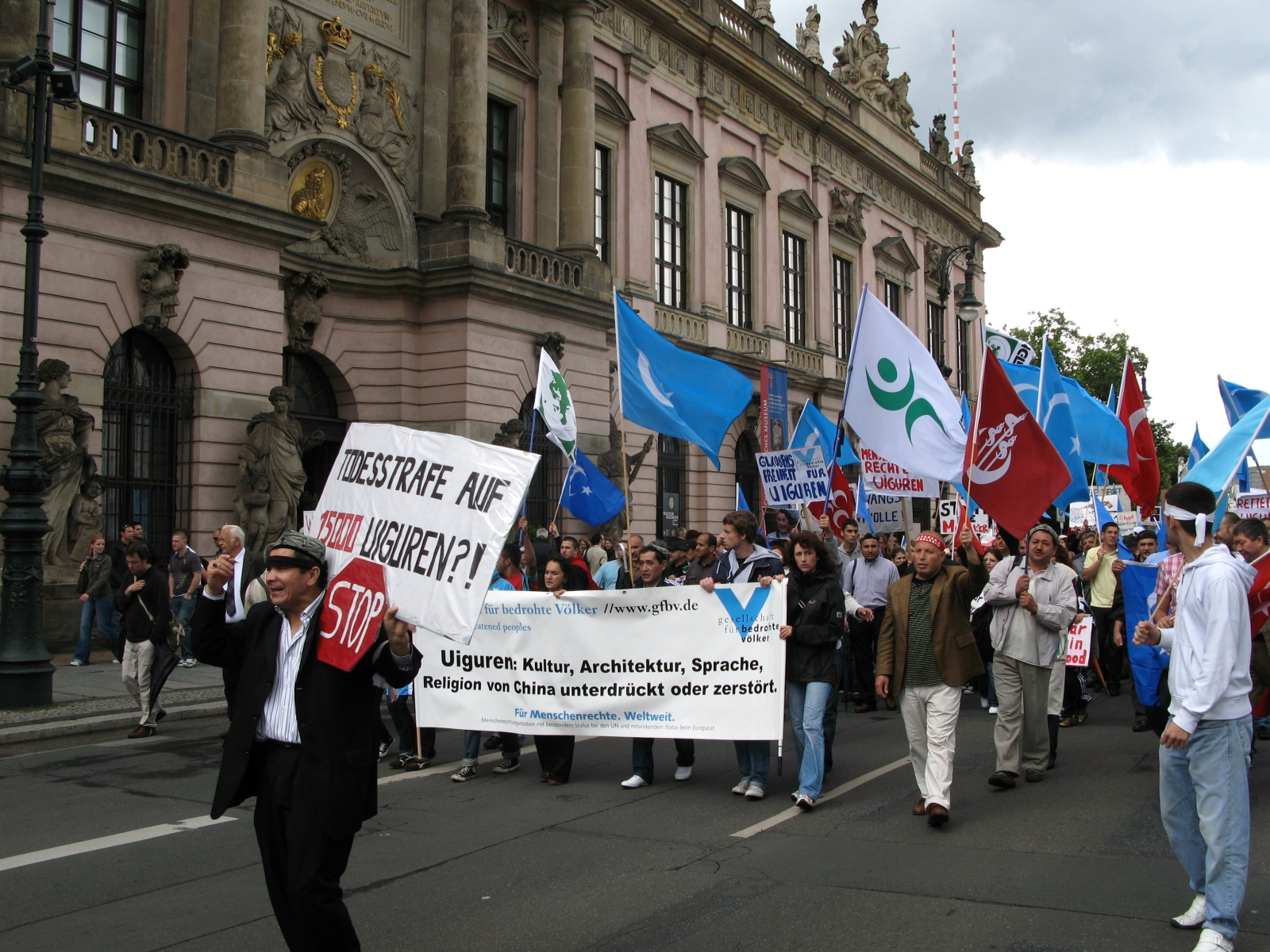
Manifestation à Berlin pour les droits de l'homme et la liberté religieuse des Ouighours. Les jours suivant les émeutes, de nombreuses manifestations se sont déroulées à proximité des ambassades chinoises à l'étranger

- À son retour du G8, Recep Tayyip Erdoğan, le premier ministre de la Turquie, a déclaré « L'événement survenu en Chine est une sorte de génocide, il n'y a pas d'autre façon de commenter cet événement »[109]. Cette accusation a été qualifiée de sans fondement, d'irresponsable, et d'ingérence dans les affaires intérieures de la Chine dans un éditorial du journal chinois de langue anglaise China Daily : « le fait que 137 des 184 victimes soient des Hans en dit long sur la nature des événements ». Le 1er ministre turc a été prié de revenir sur ses déclarations[110].
- Par l'intermédiaire de son ministre des Affaires étrangères, Bernard Kouchner, la France se dit préoccupée par la situation dans la région du Xinjiang : « Avec nos partenaires européens, nous avons rappelé notre attachement aux droits de l'homme, en particulier à la liberté d'expression et de manifestation pacifique »[111].

### Mouvements politiques

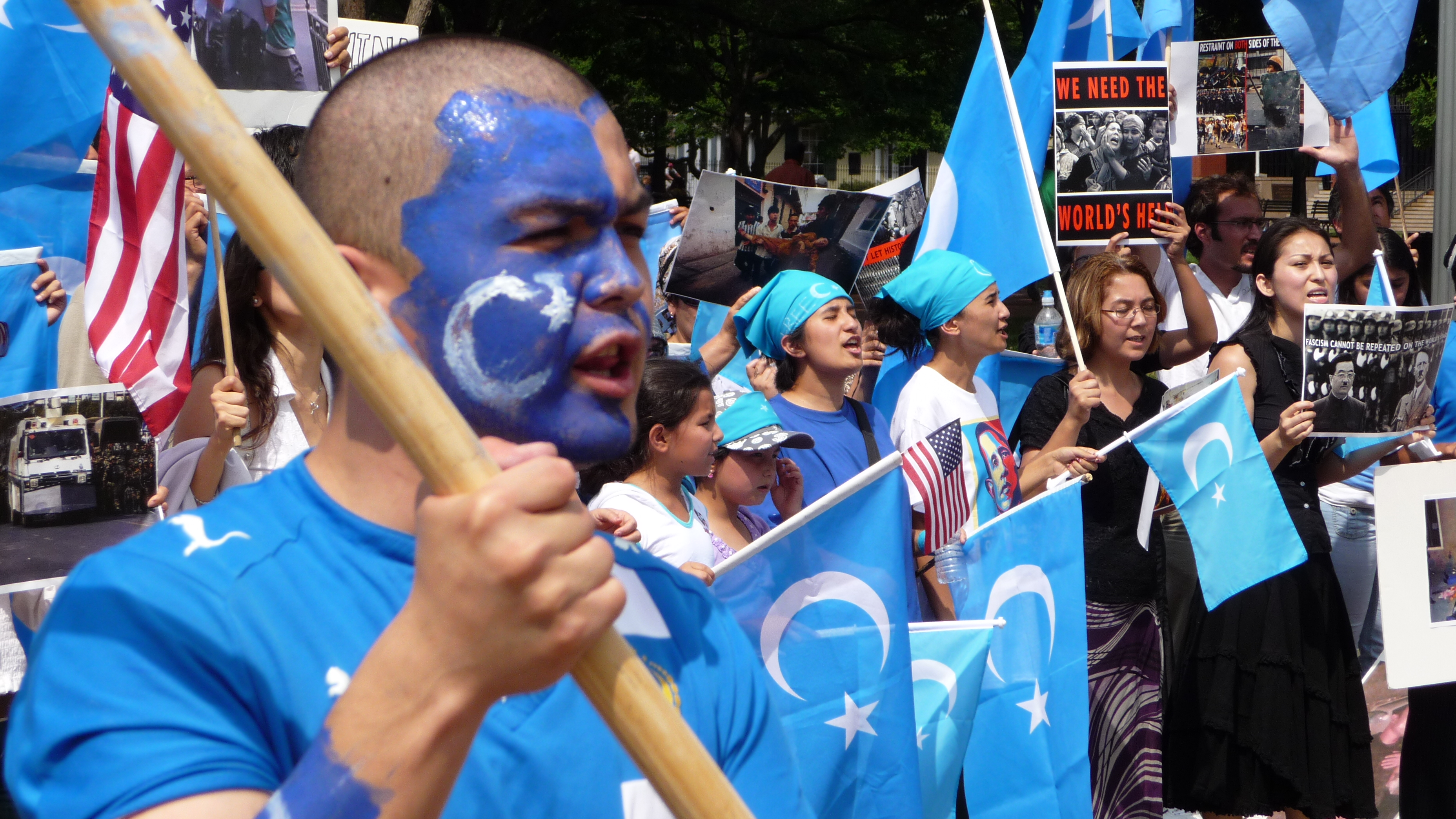
Manifestation ouighoure à Washington, D.C.

- Congrès mondial des Ouïghours : La dirigeante Rebiya Kadeer a comparé sa situation à celle du Dalai Lama. Elle a condamné la violence des émeutiers, disant que son organisation « condamne la violence sous toutes ses formes », et a appelé à une enquête internationale sur les troubles. Elle a critiqué aussi « la répression violente » des manifestants par les autorités chinoises[112],[113] ainsi que le silence des nations musulmanes par rapport aux événements, attribuant ce mutisme à une « campagne de propagande très efficace » de la part des Chinois pour dépeindre les Ouïghours comme pro-occidentaux et non authentiques[114],[115].
- Gouvernement tibétain en exil : Le Dalai Lama a exprimé sa préoccupation au sujet de « la situation grave au Turkestan oriental (Xinjiang), tout particulièrement par la perte tragique de nombreuses vies humaines » tout en appelant Pékin à la retenue[116],[117].
- Environ 50 Ouïghours, étudiants ou réfugiés politiques en France, ont manifesté le 8 juillet à Paris en dénonçant « le massacre du peuple ouïghour » au Xinjiang[118]. Le 18 juillet, plusieurs  dizaines de Ouïghours ont manifesté à Paris appelant la Chine à cesser le « massacre » des Ouïghours et l'« oppression des minorités »[119].

### Organismes non gouvernementaux
- Amnesty International : L'organisation a appelé à une enquête « impartiale et indépendante » de l'incident, ajoutant que ceux qui sont détenus pour avoir « exprimé pacifiquement leurs points de vue et exercé leur liberté d'expression, d'association et de rassemblement » doivent être relâchés et avoir la garantie que les autres reçoivent un procès juste[120]
- Human Rights Watch : HRW a exhorté la Chine à la retenue et à autoriser une enquête indépendante sur les événements, incluant la réponse aux inquiétudes des Ouïghours au sujet de la politique dans la région. L'association a aussi ajouté que la Chine devait respecter les normes internationales dans sa réponse aux manifestations et en usant de la force uniquement de façon proportionnée[121].

## Analyses des événements
Pour Willy Lam, les émeutes d’Urumqi démontrent l'échec d'une politique répressive en application depuis les 20 dernières années dans l’ouest de la Chine, ce qui pourrait remettre en cause l'unanimité du Parti communiste chinois autour du président Hu Jintao.

## L'enquête officielle
Les autorités du Xinjiang ont rendu publics le 19 juillet les premiers résultats de leur enquête sur les événements du 5 juillet. Le trait marquant, selon elles, est le recours, par les organisateurs, à la tactique de la manifestation en un endroit et à des attaques violentes contre les personnes et les biens en d'autres endroits, le but de la manifestation étant de fixer l'attention des forces de l'ordre sur elle pour qu'ailleurs puissent opérer des groupes d'émeutiers. De 18 h à 20 h, la foule n'a cessé de grossir sur la place du peuple où 1 500 policiers anti-émeute ont été dépêchés. À 20 h, les autorités apprennent que des groupes brûlent des véhicules et tabassent des passants à Er Dao Qiao dans le sud de la ville. Les manifestants de la place du Peuple s'ébranlent alors dans cette direction. À 20 h 40, la foule atteint la route de Tianchi, proche du marché Er Dao Qiao, où elle est rejointe par 200 personnes armées de bâtons. Le cortège force un barrage d'une vingtaine de policiers et poursuit son chemin, non sans se livrer à des violences. Vers 21 h, le département de la sécurité publique est informé que, dans plus de 50 endroits différents, des émeutiers attaquent passants, automobilistes, boutiques, autobus, immeubles, commissariats et bâtiments publics. Les urgences médicales croulent sous les appels au secours. Il semblerait, d'après des témoignages, que la plupart des émeutiers n'étaient pas d'Urumqi et, ainsi que le montreraient des caméras de surveillance, qu'ils étaient commandés par des meneurs portant des vêtements identiques. Les passants étaient systématiquement frappés à la tête à coups de bâtons, de barres de fer, de pierres, de briques. Pour les représentants de la loi, les événements du 5 juillet portent la trace d'une planification
Selon le journaliste Arnaud de la Grange, les évènements d'Urumqi et la version des faits peu à peu dévoilée laissent cependant sans réponses une série de questions, tant en amont qu'en aval de ce torrent de violences.

## Le bilan du Congrès mondial des Ouïghours
Le 20 juillet, le Congrès mondial des Ouïghours a publié un bilan s'appuyant sur des témoignages de Ouïghours. Selon cette organisation, le 5 juillet, la police était présente sur le lieu de la manifestation avant les manifestants, et aurait brutalement frappé et arrêté les gens. L'électricité a été coupée pendant 90 minutes pendant lesquelles les forces de sécurité, munies d'armes automatiques et déployant des véhicules blindés, auraient encerclé la foule et fait feu tuant près de 1000 personnes, en majorité des Ouïghours. Après le retour de l'électricité, la police aurait perquisitionné les habitations, arrêtant tous les hommes de plus de 14 ans, 5 000 Ouïghours, selon le Congrès mondial des Ouïghours, ce qui expliquerait pourquoi, le 7 juillet, il n’y avait que des femmes et des enfants dans les manifestations
Dans un article publié le 25 juillet dans le Washington Post, la journaliste Ariana Eujung Cha fait état de réserves et objections émises devant le récit des événements fait par Rebya Kadeer :
- Les sources en Chine de cette version sont laissées dans l'anonymat (la raison invoquée étant le souci d'éviter que les personnes ne soient arrêtées).
- La version contient une invraisemblance majeure : comment les forces de l'ordre auraient-elles pu « profiter de l'obscurité » pour se mettre à tirer sur les manifestants alors que la manifestation dégénéra en émeute vers 20 heures (heure de Pékin), heure à laquelle le soleil était encore haut dans le ciel d'Urumqui, situé à 2 500 km à l'ouest de Pékin ?

## L'enquête de Human Rights Watch

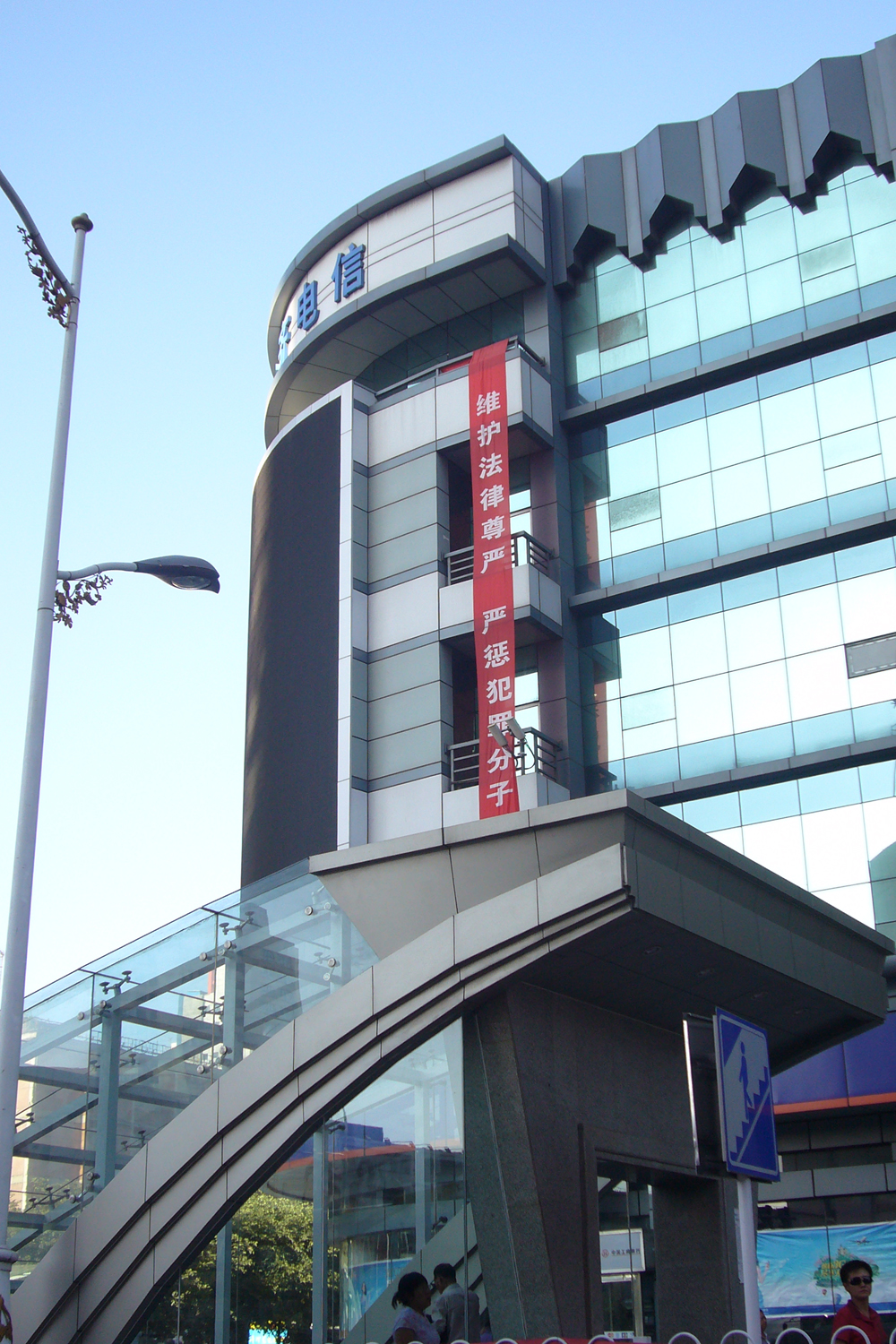
Bannière verticale rouge : « Soutenir le caractère sacré de la loi, et punir sévèrement les criminels », écrit par la Police armée du peuple stationnée au Xinjiang

Une enquête de Human Rights Watch, publiée en octobre 2009, affirme aussi que plusieurs milliers de personnes ont été arrêtées, dont des adolescents ou des enfants, dont un grand nombre a été victime de disparitions forcées. Une femme ouïgoure indique : « Les policiers sont arrivés en grand nombre, ils attrapaient tous les hommes jeunes qu'ils pouvaient trouver, ceux qui habitaient dans le quartier et ceux de passage. J'ai vu comment ils les ont emportés. Nous ne pouvions rien dire, ni nous ni les familles. Personne ne sait aujourd'hui où ils sont. »

#### Photos
- (en) Galerie de photos sur BBC
- (zh) Galerie de photos sur zaobao.com (Singapour)

#### Articles
- (en) Couverture des événements par l'agence Xinhua
- (fr) Pékin joue avec le feu au Xinjiang, 8 juillet 2009, Li Ping, Courrier international
- (fr) Pourquoi les Ouïgours ne se sentent pas chinois, 10 juillet 2009, Didier Chaudet, Le Figaro
- (fr) Au Xinjiang, la Chine encadre l'information faute de la bloquer, 8 juillet 2009, Pierre Haski, Rue89, nouvelobs.com
- (fr) Après les émeutes au Xinjiang : répression et communication, 13 juillet 2009, Jean-Philippe Béja, Alternatives Economiques
- (fr) Quand la fièvre montait dans le Far West chinois, août 2009, Martine Bulard, Le Monde diplomatique
- (en) Uighurs using missionary railway to flee China, AP, 4 décembre 2009.
- Le Cambodge renvoie en Chine des demandeurs d'asile ouïghours